# Качаев, Валерий Анатольевич
Валерий Анатольевич Качаев (род. 14 марта 1966, п. Елизово, Камчатская область) — русский художник, режиссёр и сценарист, мультипликатор, актёр. В прошлом — участник клоун-трио «Магазин Фу» (которая позднее преобразовалась в «Каламбур»), аниматор студии «Пилот». Один из создателей StudioKS — студии, специализирующейся на иллюстрациях, раскадровках, аниматике для кино, рекламы и телевидения.

## Биография
Родился в семье военного. В зрелые годы жил в Одессе, где обучался по специальности художника. В 1986 году окончил Одесское театрально-художественное училище (ОТХТУ), по специальности художник-бутафор, специализация кукольно-оформительская. Занимался пантомимой. Стал одним из участников клоун-трио «Магазин Фу», где первым воплотил известный по телепрограмме «Каламбур» образ Морячка.
Позже переехал в Москву, устроился на анимационную студию «Пилот», где работал сценаристом и аниматором. Одновременно учился на высших режиссёрских курсах при Госкино, в мастерской Эдуарда Назарова. С 1992 года уже режиссёр.
Участвовал в создании более 40 рекламных роликов.
Вместе с Татьяной Кирилловной Черняевой был ведущим телепрограммы «Меморина».
Снимался в качестве актёра в ряде телевизионных и рекламных проектов.
Позже вместе с Игорем Сапожковым создал студию иллюстраций StudioKS. Одна из наиболее известных работ — раскадровка к части фильма «Ночной дозор». Студия также выпустила первые в России российские комиксы в твёрдой обложке — «Пиковая дама» и «Анна Каренина».
Жена - Елена Качаева, профессиональный театральный бутафор. Воспитывает пятерых детей, двое из которых — приёмные. Был одним из героев документального сериала «Реальное усыновление» телеканала TLC и журнала «Русский репортер» об усыновлении в России.
В начале 2010ых годов Качаев с супругой переехал в деревню Кузьмино Вязниковского района Владимирской области. Там супруги Качаевы, вместе со своим зятем, Анатолием Емельяновым –  художественным руководителем театра «Корона русского балета» и дочерью Анастасией, создали бренд «Кузьминская игрушка». Качаев стал руководителем одноимённой артели, производящей мягкие игрушки из ваты и ткани.

## Фильмография

### Режиссёрские работы
- 1996 — Братья Пилоты по вечерам пьют чай
- 1997 — Спокойной ночи, малыши
- 1997 — Песенка мамы
- 1997 — Зима
- 1998 — Кнопик и Ко
- 1998 — Кнопик и Ко. День рожденьице
- 1998 — Кнопик и Ко. Наш паровоз